# SC Drente in het seizoen 1969/70
Het seizoen 1969/1970 was het 14e jaar in het bestaan van de Klazienaveense betaaldvoetbalclub SC Drente. De club kwam uit in de Nederlandse Tweede divisie en eindigde daarin op de 14e plaats. Tevens deed de club mee aan het toernooi om de KNVB beker, hierin werd de club in de eerste ronde uitgeschakeld door Go Ahead (0–6).

## Wedstrijdstatistieken

### Tweede divisie
|       | AGOVV | Baronie | EDO   | Eindhoven | Gooiland | Heerenveen | Hermes DVS | Limburgia | NOAD  | PEC   | RBC   | Roda JC | Velox | FC VVV | Wageningen | ZFC   |
| ----- | ----- | ------- | ----- | --------- | -------- | ---------- | ---------- | --------- | ----- | ----- | ----- | ------- | ----- | ------ | ---------- | ----- |
| Thuis | 1 – 1 | 0 – 1   | 0 – 2 | 1 – 0     | 1 – 2    | 0 – 1      | 2 – 1      | 2 – 1     | 1 – 3 | 0 – 2 | 0 – 0 | 1 – 2   | 0 – 2 | 2 – 3  | 1 – 3      | 4 – 2 |
| Uit   | 1 – 0 | 1 – 0   | 1 – 2 | 2 – 0     | 1 – 3    | 4 – 1      | 3 – 1      | 1 – 0     | 2 – 0 | 1 – 0 | 2 – 0 | 2 – 3   | 0 – 1 | 1 – 1  | 1 – 0      | 1 – 2 |

### KNVB beker
| 1e ronde                                             | SC Drente | 0 – 6 (0 – 4) | Go Ahead                                                                            |
| 19 oktober 1969 Plaats: Klazienaveen Mr. Ovingstraat |           |               | 10' Gerrie de Goede 20', 82' Oeki Hoekema 29', 51' Kees Aarts 41' André van der Ley |

## Statistieken SC Drente 1969/1970

### Eindstand SC Drente in de Nederlandse Tweede divisie 1969 / 1970
| Stand | Gespeeld | Gewonnen | Gelijk | Verloren | Punten | Doelpunten voor | Doelpunten tegen |
| ----- | -------- | -------- | ------ | -------- | ------ | --------------- | ---------------- |
| 14e   | 32       | 9        | 3      | 20       | 21     | 30              | 50               |

### Topscorers
| #      | Naam               | Goal |
| ------ | ------------------ | ---- |
| 1.     | Tonny Roosken      | 11   |
| 2.     | Wout Bosman        | 8    |
| 3.     | Johan Booy         | 4    |
| 4.     | Bennie Kracht      | 2    |
| 5.     | Bert Bosman        | 1    |
| 5.     | Willy Hogenberg    | 1    |
| 5.     | Gerrit Kloosterman | 1    |
| 5.     | Dick Reekers       | 1    |
| 5.     | Henk Vos           | 1    |
| Totaal | Totaal             | 30   |

| #      | Naam        | Goal |
| ------ | ----------- | ---- |
| –      | Geen speler | 0    |
| Totaal | Totaal      | 0    |

## Voetnoten
AGOVV · Baronie · SC Drente · EDO · Eindhoven · Gooiland · Heerenveen · Hermes DVS · Limburgia · NOAD · PEC · RBC · Roda JC · Velox · FC VVV · Wageningen · ZFC